# دونرسباخ
دونرسباخ (به آلمانی: Donnersbach) یک منطقهٔ مسکونی در اتریش است که در ناحیه لیتسن واقع شده‌است. دونرسباخ ۶۳٫۳۵ کیلومتر مربع مساحت دارد ۷۱۳ متر بالاتر از سطح دریا واقع شده‌است.